# Goryphus issikii
Goryphus issikii är en stekelart som först beskrevs av Tohru Uchida 1931.  Goryphus issikii ingår i släktet Goryphus och familjen brokparasitsteklar. Inga underarter finns listade i Catalogue of Life.